# 夂部
夂部（ちぶ）は、漢字を部首により分類したグループの一つ。
康熙字典214部首では34番目に置かれる（3画の5番目）。

## 概要
夂部には「夂」を筆画の一部として持つ漢字を分類している。
単独の「夂」字は、足を象る「止」の上下を転倒させたもので、こちらにやってくるさまを描いた象形文字である。『説文解字』では人の両脚の後ろに送り届けるものがあるさまを象ると説明されているが、誤った分析である。
この「夂」は到来・後退や下降に関わる文字にも含まれるが、夂部に属する字の多くはこれとは別の由来を持つ。
夂部の字としては、新字体の「冬」「処」がこの部に属する場合がある（「冬」は旧字体に従って冫部に、また「処」は几部や旧字体「處」に従って虍部に属する場合もある）が、その他には日常的に馴染みのある漢字はなく、JIS補助漢字では「夅（降の原字）」「夆（逢の原字）」がある程度である。ちなみに日常的な漢字の構成要素となっている漢字では、他に「隆」の構成要素である「㚅」がある。Unicodeでは現在二十数文字がここに属するが、それでもUnicodeの部首別の漢字数としてはかなり少ない方である。
なお夂部の漢字ではないが、康熙字典において「致」の旁は「夂」に作り、9画である。日本の新字体、中国の新字形ではこれを「攵」に改め、10画としている。
現代の中国の簡体字の部首分類法では、夂部と夊部は統合されており、日本の漢和辞典でもそうしている場合がある。

## 部首の通称
- 日本：
  - ふゆがしら（「冬」の頭の形から。ただし、冬字の夂形は楷書では同じであるが、篆書では異なる字形であり、『康熙字典』では冬を夂部には収めていない）
  - ちかんむり・ち
  - のまたかんむり（片仮名の「ノ」と漢字の「又」から）
- 中国：反文
- 台湾：錛部
- 韓国：뒤져올치부（dwijeool chi bu、後から来る夂部）
- 英米：Radical go

## 部首字
後代の辞書に残る「夂」という文字は、「致」の略体である。
- 広韻 - 豬几切
- 詩韻 - 旨韻、上声
- 三十六字母 - 知母
- 日本語 - 音：チ（漢音）
- 中国語 - ピンイン：zhǐ 注音：ㄓˇ ウェード式：chih 3
- 朝鮮語 - 訓音：뒤져올（dwijeool、後からついてくる） 치(chi)

## 例字
- 夂
- 冬（『康熙字典』では冫部であるが、現在の日本の漢和辞典ではここに収めるものが多い。意符としては氷を意味する冫部に属する。）
- 処（几部に所属させる場合もあり、また旧字体「處」は虍部）
- 夅・夆・㚅
  - 愛→心部